# Сватовский район
Сва́товский район (укр. Сватівський район), (Сватовщина (укр. Сватівщина) — административная единица в Луганской области Украины.
Административный центр — город Сватово.

## География
Район граничит на востоке – с Старобельским, на юге – с Северодонецким, районами Луганской области. на западе – с Купянским и Изюмским районами Харьковской области. 
Район служит воротами Донбасса, так как именно тут пересекаются важные транспортные и железнодорожные пути, ведущие в Донбасс и Луганщину.
По территории района протекают реки: Красная, Хорина, Кобылка, Дуванка, Жеребец.Боровая.
Расстояние от административного центра до Луганска — 157 км.
Площадь района 5329,1 км². В старых границах до 2020 года — 1765 км², что составляло 6,6 % территории области. 

## История
Район был образован в 1923 году в УССР. 23 сентября 1959 года к Сватовскому району была присоединена часть территории упразднённого Мостковского района.
17 июля 2020 года в результате административно-территориальной реформы Украины район был укрупнён, в его состав вошли территории:
- Сватовского района,
- Белокуракинского района,
- Троицкого района,
- частично Кременского района (его северо-запада).

## Население
Численность населения района в укрупнённых границах — 80,9 тыс. человек.
Численность населения района в границах до 17 июля 2020 года по состоянию на 1 января 2020 года — 33 302 человека, из них городского населения — 18 655 человек, сельского — 14 647 человек.

## Административное устройство
Район в укрупнённых границах с 17 июля 2020 года делится на 7 территориальных общин (громад), в том числе 1 городскую, 5 поселковых и 1 сельскую общину (в скобках — их административные центры):
- Городские:
  - Сватовская городская община (город Сватово);
- Поселковые:
  - Белокуракинская поселковая община (пгт Белокуракино),
  - Краснореченская поселковая община (пгт Краснореченское),
  - Лозно-Александровская поселковая община (пгт Лозно-Александровка),
  - Нижнедуванская поселковая община (пгт Нижняя Дуванка),
  - Троицкая поселковая община (пгт Троицкое);
- Сельские:
  - Коломыйчихская сельская община (село Коломыйчиха).

### История деления района
Количество местных советов (в старых границах района до 2020 года):
- городских — 1
- поселковых — 1
- сельских — 17

Количество населённых пунктов (в старых границах района до 2020 года):
- города — 1
- пгт — 1 - Нижняя Дуванка
- сёл — 54
- посёлков (сельского типа) — 4

## Достопримечательности
В Сватовском районе много сохранилось интересных достопримечательностей, связанные с историей, культурой и природой этого края. 
- Преображенский подземный монастырь (или Преображенские катакомбы) — один из уникальных археологично-архитектурных и историко-культурных памятников Сватовщины. Он находится вблизи села Преображенное Сватовского района Луганской области. Несмотря на многочисленные исследования краеведов, археологов и историков – этот объект не открыл до сих пор всех своих тайн[10]. Считается, что скитский монастырь был построен в XVII–XVIII веках, но, по некоторым сведениям, меловая пещера была сооружена в 1894 году, точный год сооружения не известно.

- Село Нижняя Дуванка — в селе сохранились дома конца XIX — начала XX века.
- Село Мостки — Когда-то на реке Красная были старые мельницы, одни из них сохранились.
- Усадьба Наркевичей — это историческое поместье, принадлежавшее дворянскому роду Наркевичей, находится в посёлке Нижняя Дуванка.
- Усадьба Линтваревых — это старинное поместье принадлежащее дворянскому роду Линтваревых в посёлке Нижняя Дуванка.

Достопримечательности Сватовского района можно перечислять долго, ведь этот край, несмотря на свою скромную известность, хранит множество уникальных мест, овеянных легендами и богатой историей.

## Экономика
Город Сватово — крупный центр пищевой промышленности.

## Транспорт
- Автотрасса «Купянск-Северодонецк-Луганск»
- Автотрасса «Купянск-Миллерово»